# Eudorylas indivisus
Eudorylas indivisus är en tvåvingeart som först beskrevs av Hardy 1972.  Eudorylas indivisus ingår i släktet Eudorylas och familjen ögonflugor. Inga underarter finns listade i Catalogue of Life.